# Kościół św. Jakuba Apostoła w Leźnicy Wielkiej

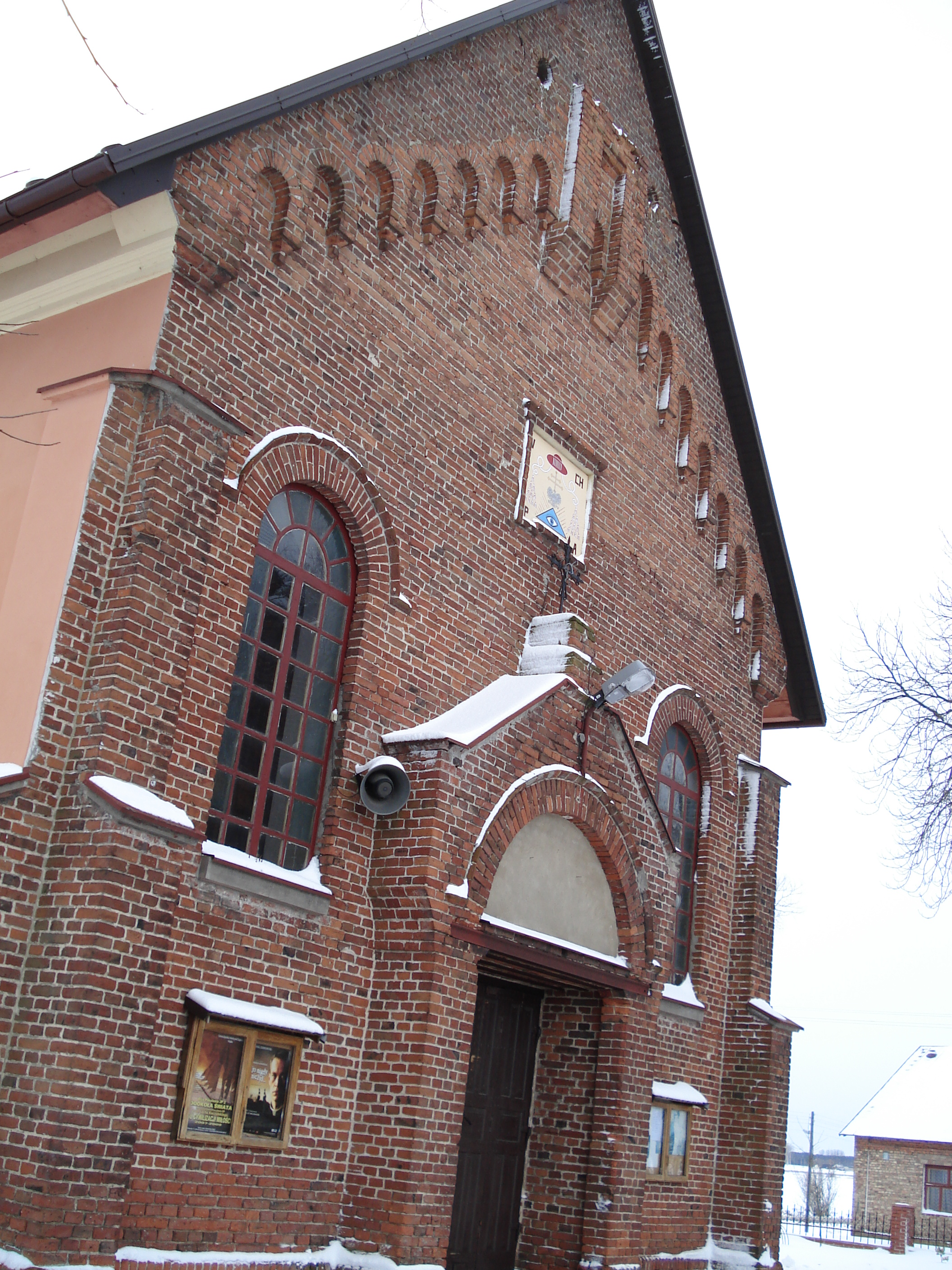
Neogotycka przybudówka z 1882 r.

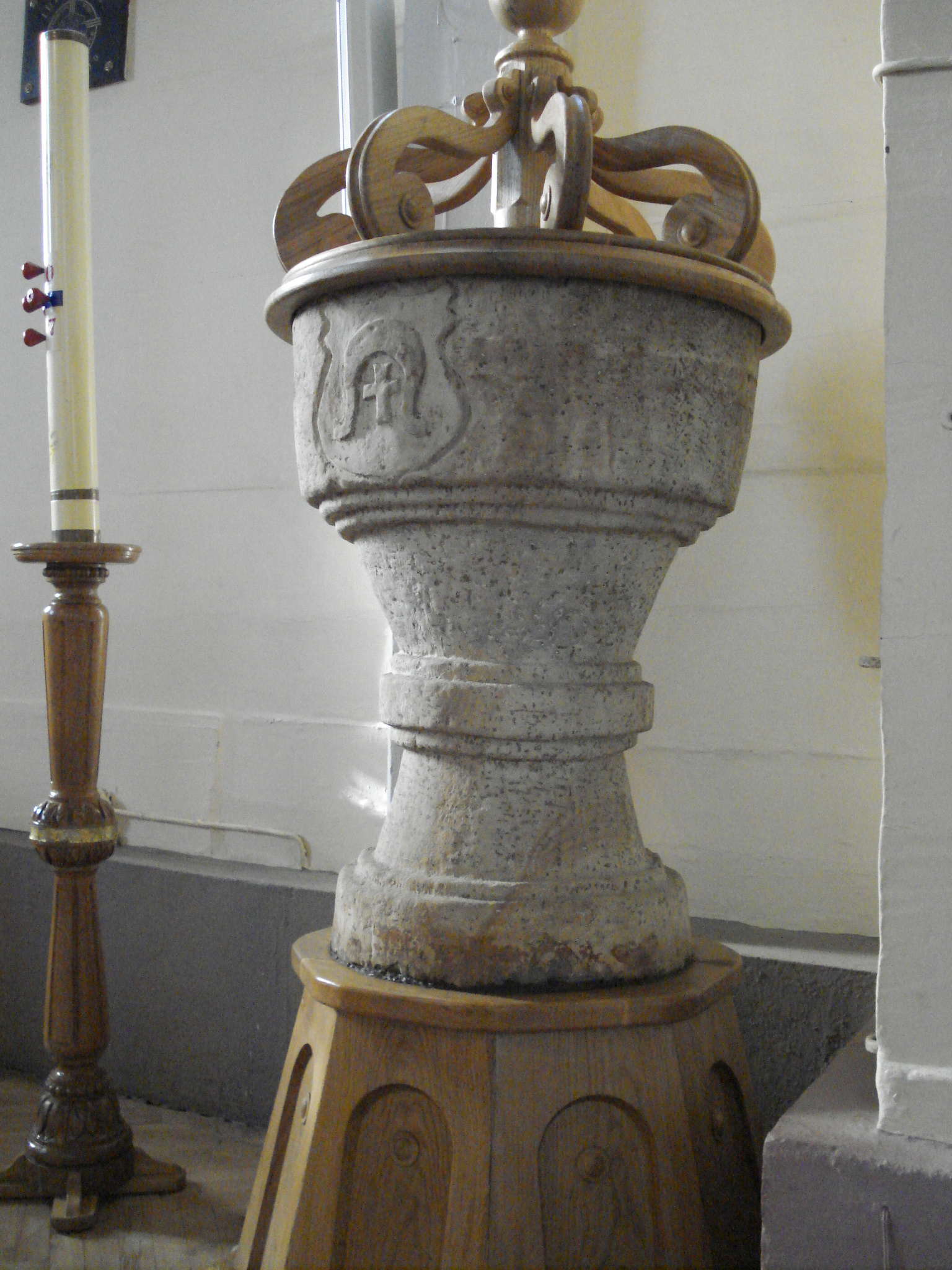
Gotycka chrzcielnica z herbem Tępa Podkowa z przełomu XV i XVI wieku

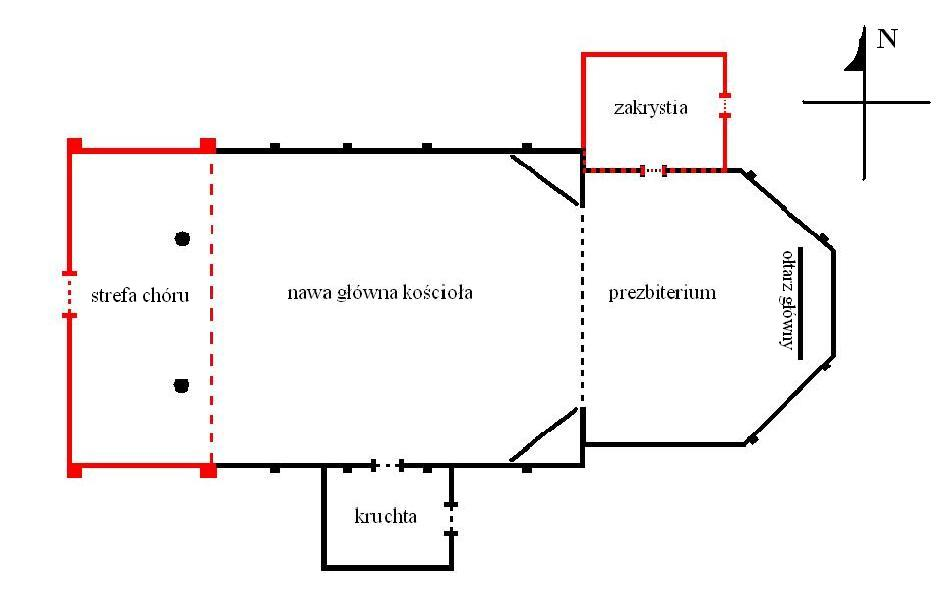
Rzut poziomy kościoła w Leźnicy Wielkiej. Kolor czarny – część drewniana, kolor czerwony – część murowana

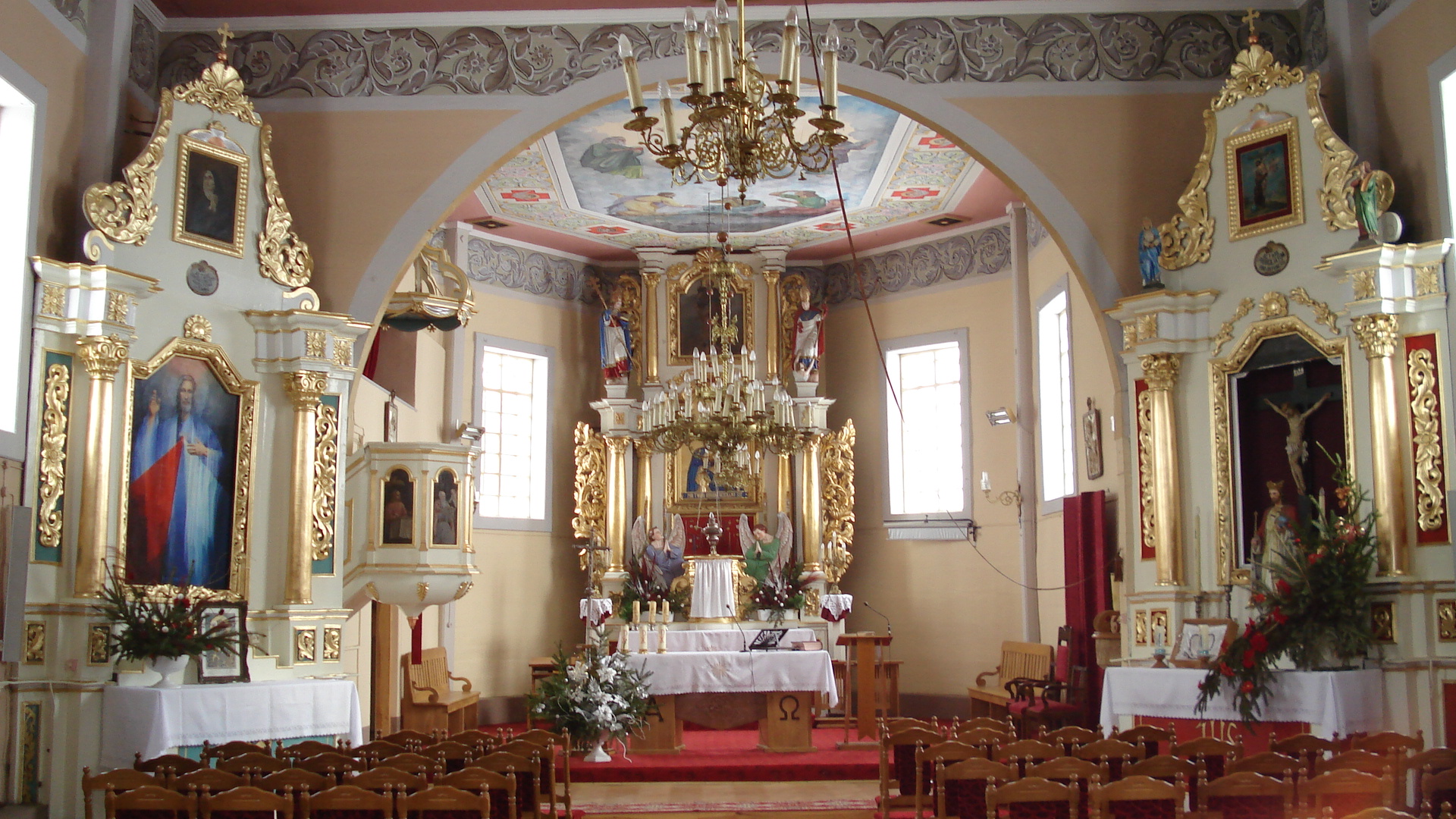
Wnętrze kościoła z perspektywy nawy głównej

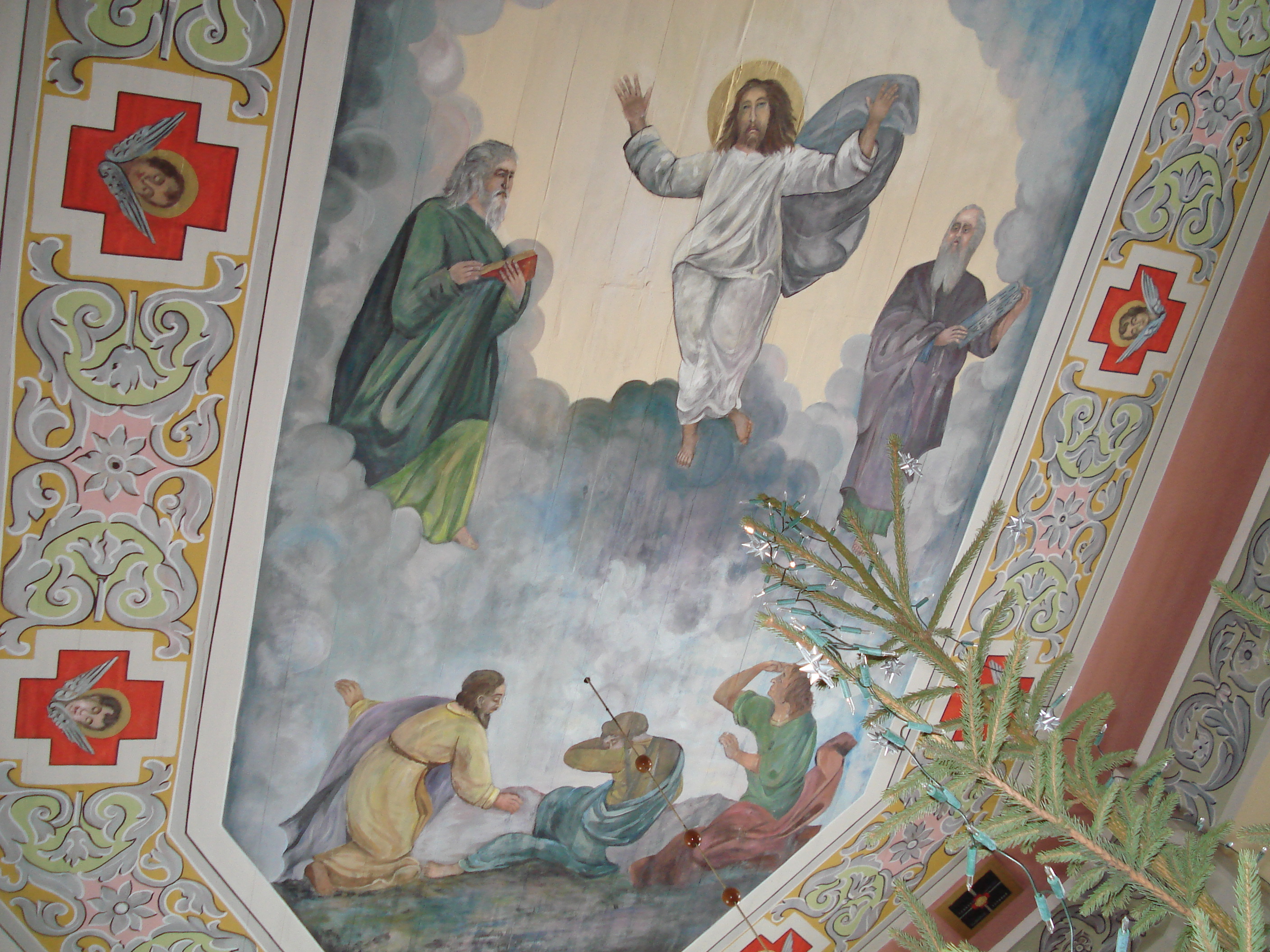
Przemienienie Pańskie na górze Tabor. Polichromia sufitowa w prezbiterium kościoła parafialnego w Leźnicy Wielkiej

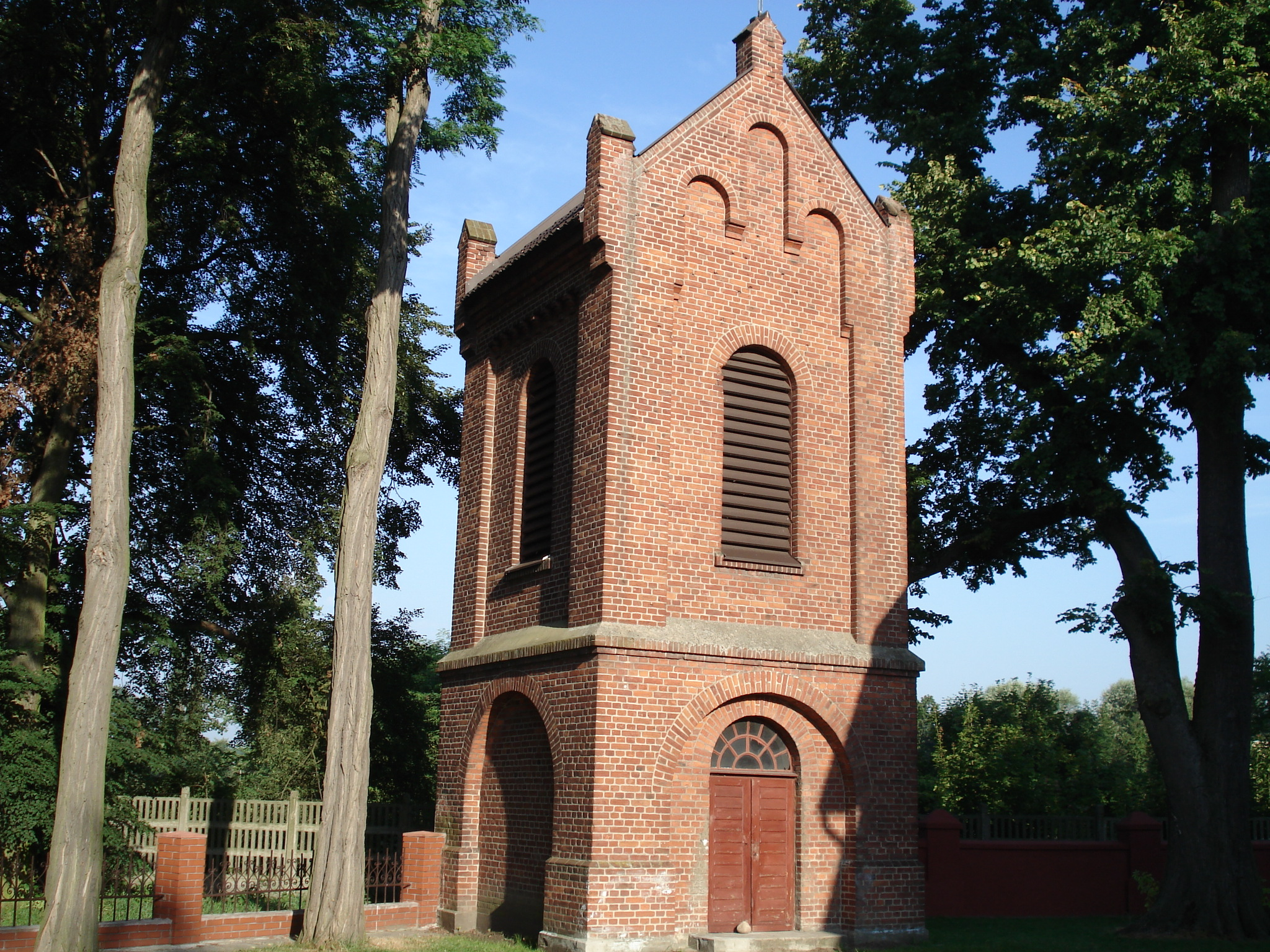
Neogotycka dzwonnica z 1882 r. przy kościele parafialnym św. Jakuba Apostoła w Leźnicy Wielkiej

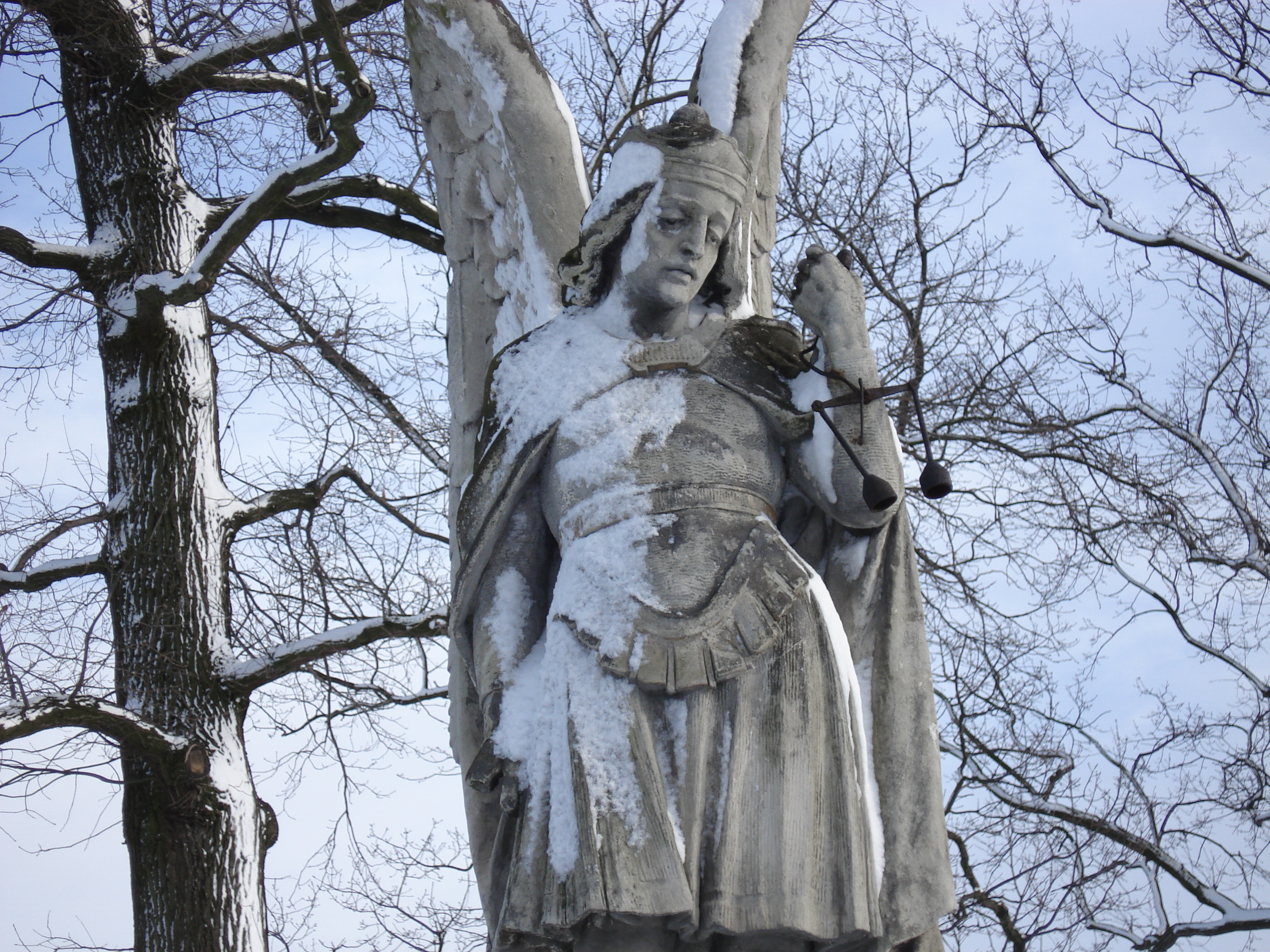
Cmentarz w Leźnicy Wielkiej. Rzeźba św. Michała Archanioła

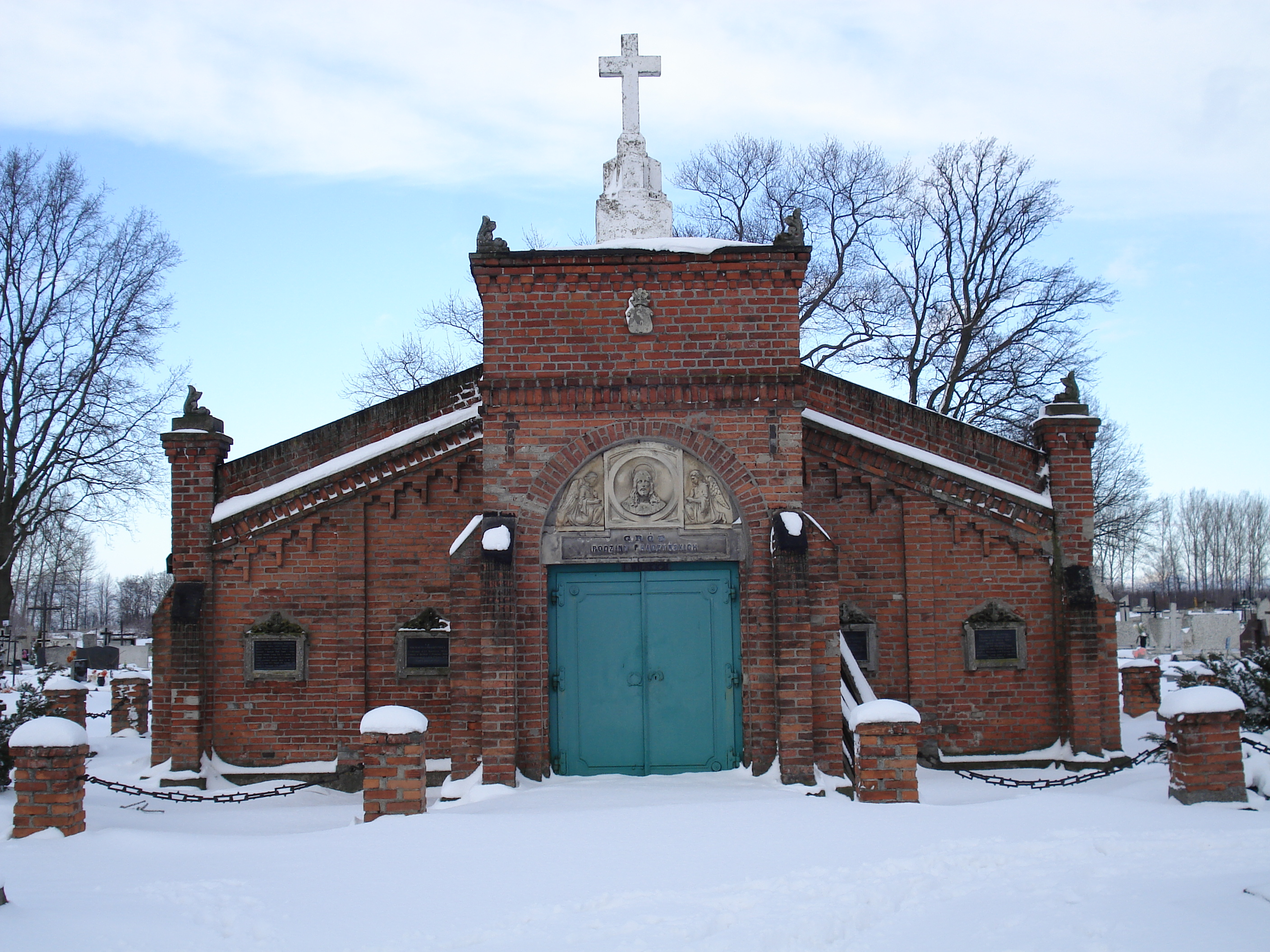
Cmentarz w Leźnicy Wielkiej. Neogotycka kaplica grobowa rodziny Prądzyńskich i Wilskich z ok. 1855 r.

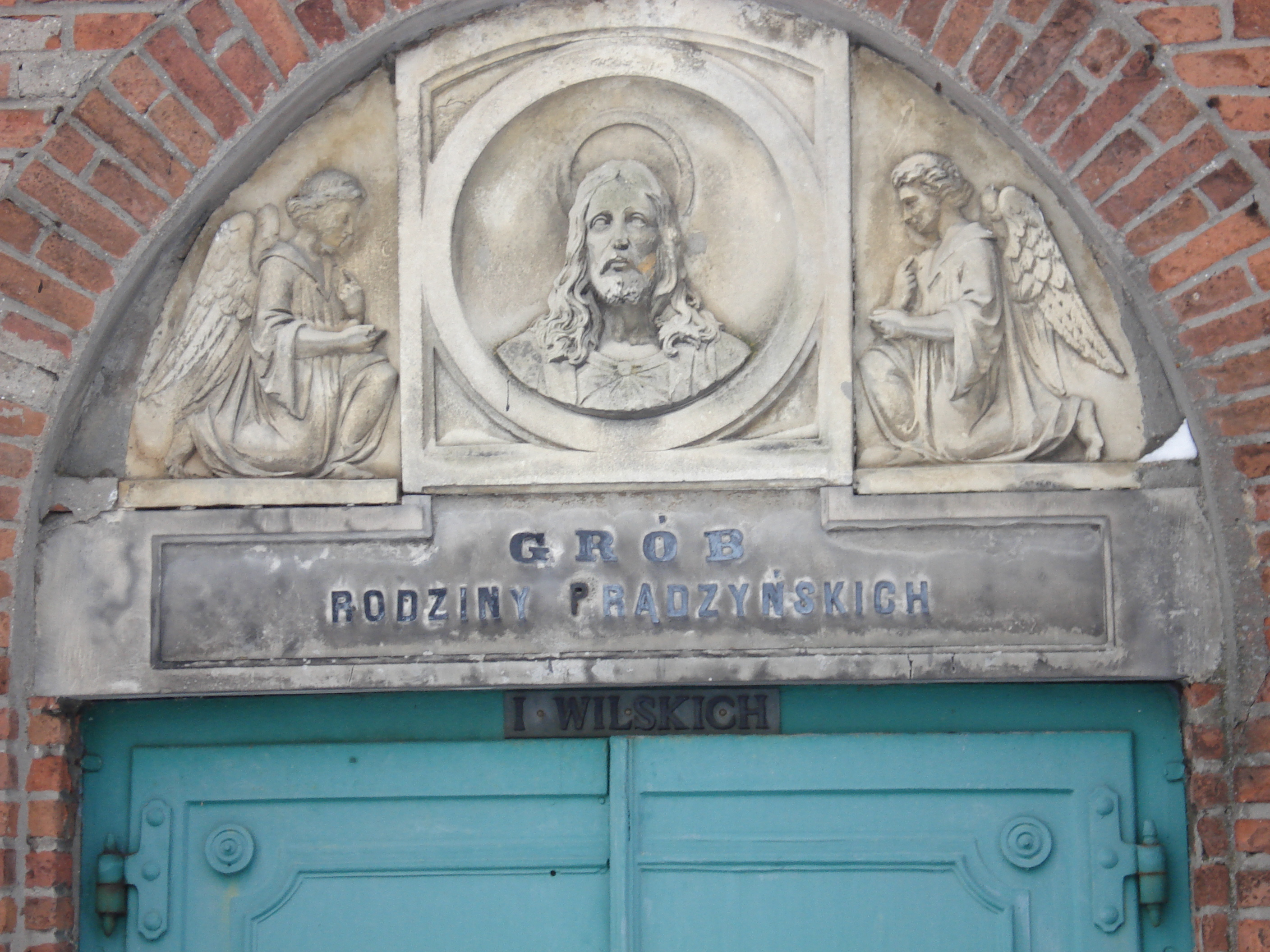
Cmentarz w Leźnicy Wielkiej. Portal wejściowy do kaplicy grobowej rodziny Prądzyńskich

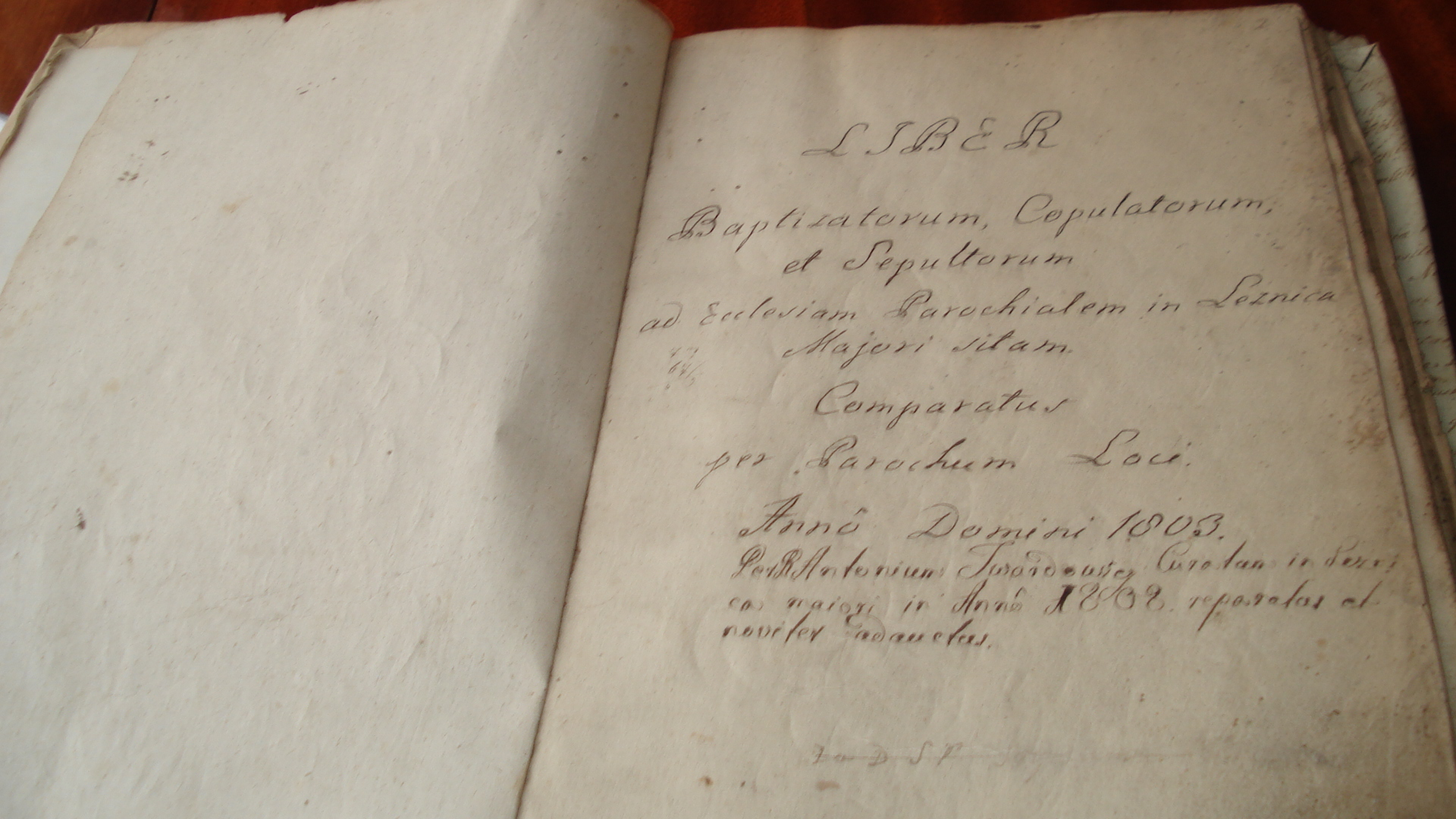
Karta tytułowa Księgi chrztów, małżeństw i zgonów parafii Leźnica Wielka od 1803 r.

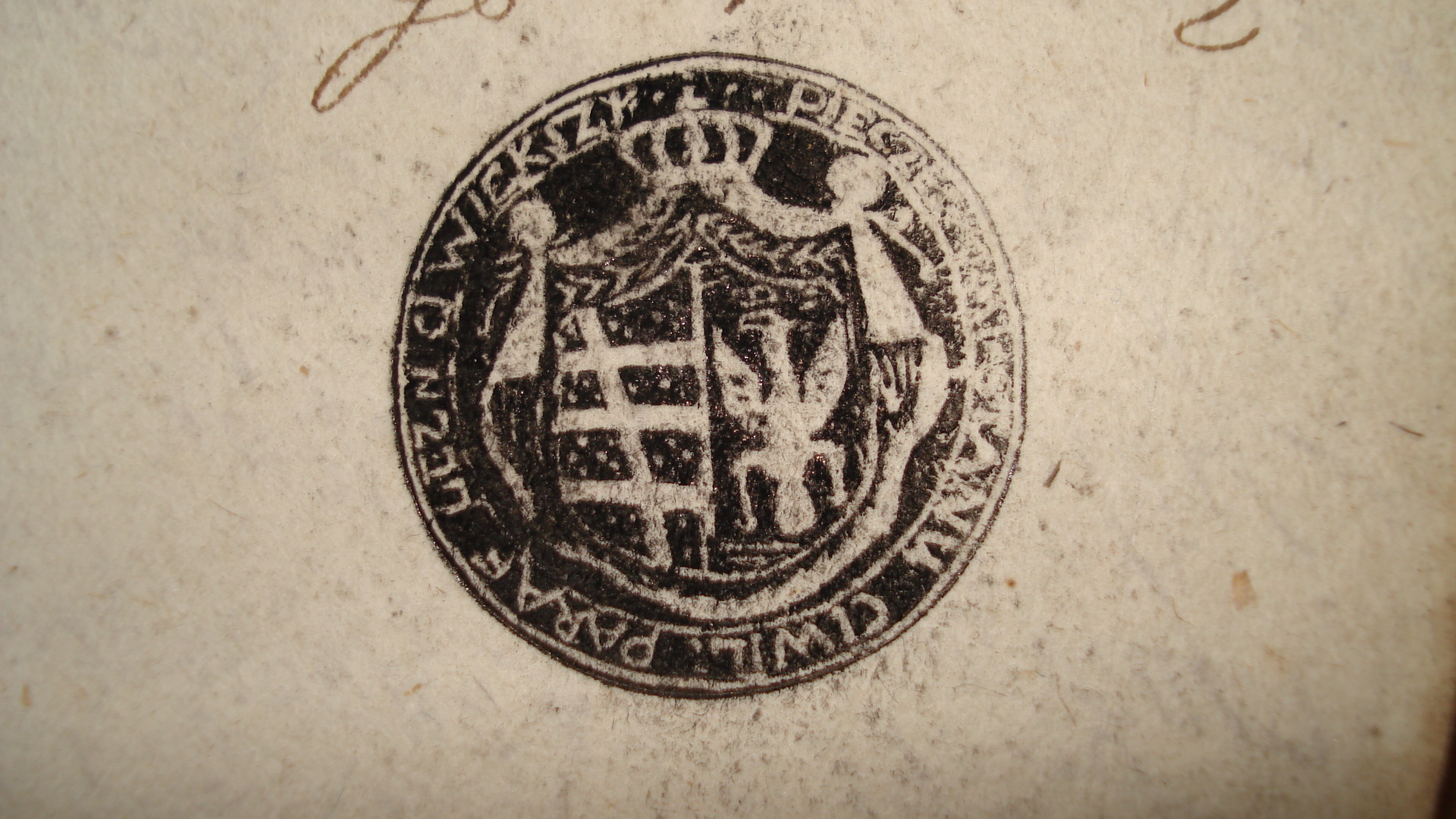
Pieczęć Urzędu Stanu Cywilnego Leźnica Wielka z okresu Księstwa Warszawskiego (ok. 1810 r.)

Kościół pw. Świętego Jakuba Apostoła w Leźnicy Wielkiej – kościół parafialny położony w archidiecezji łódzkiej i dekanacie ozorkowskim. Jeden z wielu drewnianych kościołów na terenie współczesnego województwa łódzkiego. Swoim wyglądem zewnętrznym jak i wnętrzem nawiązuje do późnej architektury baroku o charakterze wiejskim. Budowla figuruje na liście zabytków NID pod nr A/494, na którą została wpisana 4 sierpnia 1967 r.

## Położenie
Świątynia znajduje się w powiecie zgierskim, w północno-zachodnim krańcu gminy Parzęczew. Budynek jest zlokalizowany we wschodniej części wsi, w miejscu pierwotnej i zachowanej reliktowo osady Leźnica Wielka. Położony jest w bliskim sąsiedztwie tutejszej jednostki wojskowej, przy drodze wojewódzkiej nr 469.

## Historia kościoła

### Fundacja i erekcja parafii
Parafia w Leźnicy Wielkiej należy do jednej z najstarszych na terenie historycznej ziemi łęczyckiej. Miejscowa tradycja mylnie przypisuje fundację i erekcję kościoła działalności arcybiskupa gnieźnieńskiego Wojciecha Jastrzębca. W księgach sądowych łęczyckich zachowały się wzmianki z 1393 r. o wikariuszu kościoła leźnickiego Stanisławie i z 1397 r. o plebanie Dziersławie z Leźnicy Wielkiej, co świadczy pośrednio o istnieniu organizacji parafialnej już przed okresem pontyfikatu arcybiskupa Wojciecha Jastrzębca. Powstanie kościoła i parafii w Leźnicy Wielkiej należy zawdzięczać rycerskim właścicielom osady, o czym świadczy istnienie w przeszłości prawa patronalnego nad miejscowym kościołem, które przetrwało aż do początku XIX w. Wobec braku wcześniejszych źródeł pisanych nie można wskazać precyzyjnej daty fundacji i powstania kościoła, należy jednak śmiało przypuszczać, że parafia ta powstała najprawdopodobniej już u schyłku XIII w. lub na początku XIV w. Świadczy o tym fakt, że parafia w Leźnicy Wielkiej jeszcze dziś jest dużym okręgiem parafialnym wyróżniającym się pośród innych. Niemałe znaczenie miała też bliskość potężnego ośrodka grodowego, jakim w przeszłości, a szczególnie w okresie średniowiecza była Łęczyca.

### Od XIV do końca XV wieku. Zmiany patronów
U schyłku XIV w. właścicielami osady Leźnica Wielka były dwie rodziny rycerskie wywodzące się z rodów Jastrzębiec i Janina. Prawo patronatu nad miejscowym kościołem w tym okresie przysługiwało rodzinie Leźnickich pieczętującej się herbem Nałęcz. Wszystko wskazuje na to, że to ta rodzina dokonała fundacji kościelnej wydzielając ze swojego majątku w osadzie obszar pod tzw. uposażenie plebańskie (beneficjum) i wspomagając materialnie budowę kościoła. Samo prawo patronalne było prawdopodobnie trwale przypisane do majątku rodziny Leźnickich h. Jastrzębiec. Do pierwszej zmiany doszło ok. 1466-1468 r., kiedy wdowa po Janie Leźnickim Elżbieta, za zgodą swoich dzieci Jana i Andrzeja piszących się także z Łężek odstąpiła od zapisu oprawy posagowo-wiennej na 1/4 ich części wsi Leźnica Wielka, do którego przypisane było prawo patronalne. Następnie część tę nabył kasztelan inowłodzki Piotr Tłuk ze Strykowa za 400 grzywien. Stan ten utrzymał się do około 1470 r., kiedy po śmierci Piotra cześć Leźnicy Wielkiej wraz z prawami patronalnymi wchodząca w skład tzw. kompleksu ujazdowskiego przeszła w posiadanie Stanisława Warszyckiego herbu Abdank. Ten zaś w 1476 r. sprzedał kompleks za cenę 8000 florenów Piotrowi Duninowi z Pratkowic. Po śmierci Piotra Dunina kompleks użytkowany przez wdowę Wincentynę z Ujazdu uległ trwałemu rozbiciu. Część wsi Leźnica Wielka z przypisanymi do niej prawami patronalnymi miała stać się znów własnością miejscowej szlachty jeszcze przed 1504 r.

### XVI wiek. Gospodarstwo, szkoła
Dużo więcej na temat kościoła w Leźnicy Wielkiej dowiadujemy się dzięki tzw. księdze uposażeń (Liber beneficiorum) sporządzonej w latach 1511-1523 z polecenia arcybiskupa gnieźnieńskiego Jana Łaskiego. Przy opisie leźnickiej parafii wymieniono i w miarę umiejscowiono dwór plebański, ogrody oraz pola wchodzące w skład beneficium i znajdujące się przy granicy wsi z Trojanami. Wymieniono także place i działki należące do wikariusza parafii oraz rektora (minister). Wzmianki o rektorze informują pośrednio o istnieniu szkoły parafialnej, w której nauczano tak jak we wszystkich innych szkołach podstaw języka łacińskiego i retoryki oraz śpiewu.

## Opis budowli
Pierwotny kościół drewniany w Leźnicy Wielkiej wystawiony w XIV wieku nie dotrwał do naszych czasów. Najprawdopodobniej ze względu na zestarzenie się drewna zdecydowano się go ok. 1741-1746 r. rozebrać i postawić nową świątynię, którą dziś oglądamy (część drewniana). Świątynia jest budowlą drewnianą jednonawową na murowanym fundamencie i orientowaną. Została wykonana w konstrukcji zrębowej, oszalowana, z węższym i wielobocznie zamkniętym prezbiterium. Dach dwuspadowy o więźbie storczykowej, z wieżyczką na sygnaturkę i niewielkim hełmie. Na południowej ścianie kościoła prostokątna kruchta dostawiona w późniejszym czasie. W 1882 r. kościół został poszerzony poprzez neogotycką, frontową przybudówkę i murowaną zakrystię. W latach 1910–22 kościół został gruntownie odrestaurowany i pokryty nowym dachem, natomiast zakrystię powiększono i dobudowano pomieszczenie na piętrze. W czasie ostatniej wojny świątynia została zamieniona przez okupanta na koszary, później na magazyn zboża, kino, a na końcu na magazyn wojskowy. W styczniu 1945 r. w czasie działań wojennych kościół został poważnie uszkodzony przez artylerię niemiecką. Po wojnie gruntownie odnowił go ówczesny proboszcz, ks. Ludwik Ziętek. Niedawno podjęte prace dotyczyły restauracji ołtarzy bocznych w kościele oraz polichromii sufitowej nad nawą, prezbiterium i chórem. Świątynia została pokryta nowym dachem.

## Wyposażenie
Do zabytków stanowiących własność parafii leźnickiej należą: gotycka chrzcielnica
z piaskowca w kształcie kielicha z herbem Jastrzębiec (Tępa Podkowa) na czaszy
(XV – pocz. XVI w.), kamienna kropielnica również w kształcie kielicha o charakterze gotyckim w kruchcie (XV w.?), barokowy ołtarz główny – najprawdopodobniej z końca
XVII w. z rzeźbami św. Wojciecha i Stanisława Biskupa i Męczennika oraz obrazem Matki Boskiej Częstochowskiej z 1888 r. Późnobarokowe ołtarze boczne (1 poł. XVIII w.).
W lewym ołtarzu opatrzonym przywilejem za zmarłych rokokowy krucyfiks (2 poł. XVIII w.) oraz rzeźby Maryi Matki i św. Jana. W ołtarzu prawym – brackim św. Anny znajdują się obrazy: św. Anny oraz Miłosierdzia Bożego ufundowany przez tutejszą jednostkę w miejsce obrazu św. Antoniego z XVIII w. Na lewej ścianie świątyni XVIII-wieczny obraz św. Anny Samotrzeć. Wśród innych zabytków należy wymienić barokowy krucyfiks zdjęty z tęczy oraz rokokowy pacyfikał. Krucyfiks pogrzebowy – sztuka ludowa. Organy stare i nowe, dzwonnica z 1882 r. z 2 dzwonami. Droga krzyżowa –współczesna.

## Cmentarz parafialny
Około 600 metrów od kościoła w kierunku wschodnim znajduje się cmentarz parafialny o pow. 1 h 72 a. Trudno jest ustalić czas jego powstania, na pewno istniał przed 1839 r. Niewykluczone, że wytyczono go już w drugiej połowie XVIII wieku za sprawą Komisji Dobrego Porządku (Boni Ordinis), które były znane z działalności w tym zakresie.
Obecnie pośród interesujących obiektów zachowanych na cmentarzu należy wymienić neogotycką kaplicę grobową rodzin Prądzyńskich i Wilskich z poł. XIX w., oraz nieliczne groby ostatnich właścicieli okolicznych wsi z przełomu XIX i XX w. (Dąbrowscy, Leźniccy, Goszczyńscy, Wernerowie). Wokół nekropolii rośnie wiele starych dębów, głównie szypułkowych, z których kilka zostało objętych ochroną jako pomniki przyrody.